# Europejski System Zarządzania Ruchem Kolejowym
Europejski System Zarządzania Ruchem Kolejowym (ang. European Rail Traffic Management System, ERTMS) – wspierany przez Unię Europejską projekt ujednoliconego systemu sterowania ruchem kolejowym, który ma zapewnić interoperacyjność transportu kolejowego, czyli możliwość swobodnego poruszania się pociągów w sieciach kolejowych poszczególnych państw (właścicieli infrastruktury) bez konieczności zatrzymywania się na granicach oraz wymiany lokomotyw lub maszynistów.
Celem wprowadzenia systemu jest podniesienie atrakcyjności przewozów kolejowych i zwiększenie ich udziału w transporcie wewnątrzeuropejskim.
ERTMS znacząco zwiększa bezpieczeństwo ruchu kolejowego. Zapewnienie sygnalizacji kabinowej połączonej z nadzorowaniem przez system pracy maszynisty
pozwala znacząco ograniczyć możliwość wystąpienia błędu ludzkiego oraz poprawia warunki pracy maszynistów.
To rozwiązanie umożliwia przekazywanie kierującemu aktualnej sytuacji ruchowej na danej linii kolejowej w formie
bezpośrednich komunikatów, co zdecydowanie ułatwia podejmowanie maszyniście decyzji w zakresie prowadzenia
pojazdu i dostosowywania parametrów jazdy do panujących na linii warunków.
Wsparcia dla ERTMS udzielił Parlament Europejski rezolucją w sprawie rozmieszczenia europejskiego systemu sygnalizacji kolejowej ERTMS/ETCS 2005/2168(INI) z dnia 16 maja 2006 oraz Komisja Europejska Decyzjami 2001/260/EC i 2006/679 WE. Najważniejsze przesłanki udzielenia wsparcia to:
- konieczność podniesienia atrakcyjności kolei jako środka transportu (aktualnie koleją w Europie jest przewożonych ok. 15% towarów, podczas gdy w USA jest to blisko 30%).
- powstanie 15 000 nowych miejsc pracy w sektorach nowej technologii
- konieczność koordynacji działań pomiędzy różnymi krajami
- wysoka wartość inwestycji w infrastrukturę
- eksport technologii, m.in. do Korei, Tajwanu, Indii, Arabii Saudyjskiej oraz Chińskiej Republiki Ludowej.

System ERTMS składa się z trzech elementów:
- ETCS – system sterowania ruchem
- GSM-R – system łączności
- ETML – warstwa zarządzania ruchem – system zarzucony z uwagi na bardzo różne oczekiwania poszczególnych zarządów kolei. Ostatecznie zdecydowano, że ERTMS będzie zawierał możliwość przechowywania informacji i interfejs do ich udostępniania. Sam sposób wykorzystania pozostawiono zaś w gestii poszczególnych zarządów.

## Historia powstania Europejskiego Systemu Zarządzania Ruchem Kolejowym
Obecnie pociągi są wyposażone nawet w siedem różnych systemów nawigacyjnych. Każdy jest niezwykle kosztowny i zajmuje miejsce na pokładzie. Pociąg przejeżdżający z jednego kraju europejskiego do drugiego musi zmieniać standardy operacyjne, gdy przekracza granicę. Wszystko to zwiększa czas podróży oraz koszty operacyjne i konserwacyjne. Wraz z innymi różnicami technicznymi – na przykład pod względem rozstawu szyn, napięcia energii elektrycznej, konstrukcji taboru itp. – istnienie ponad 20 systemów sterowania pociągami w Europie zawsze stanowiło główną przeszkodę w rozwoju międzynarodowego transportu kolejowego. Z tego powodu już pod koniec lat 80. XX wieku dyskutowano o stworzeniu wspólnego systemu europejskiego. W grudniu 1989 r. pojawiła się sprawa dotycząca projektu mającego na celu analizę problemów związanych z sygnalizacją i kontrolą pociągu. Pod koniec 1990 r. European Rail Enthusiasts Blog utworzyła grupę ekspertów kolejowych w celu rozwinięcia wymogów ETCS. W czerwcu 1991 r. przemysł i koleje uzgodniły zasady ścisłej współpracy w celu uznania specyfikacji wymagań za podstawę rozwoju przemysłu. Ramy projektu obejmowały nowy sprzęt pokładowy oparty na otwartej architekturze komputerowej, nowy nieciągły system transmisji danych (eurobalise) oraz nowy system ciągłej transmisji (euroradio). Pod koniec 1993 r. Rada UE wydała dyrektywę w sprawie interoperacyjności i podjęto decyzję o utworzeniu struktury określającej specyfikację techniczną interoperacyjności. Na początku czwartego programu frameworkowego, w 1995 r. określono globalną strategię dalszego rozwoju ERTMS w celu przygotowania jego przyszłego wdrożenia europejskiej sieci kolejowej. Globalna strategia opisana w „Głównym planie działania” obejmowała fazę rozwoju i walidacji. Celem fazy walidacji było przeprowadzenie pełnych testów na różnych krajach, a w szczególności: Francja, Niemcy i Włochy. Latem 1998 r. powstała firma UNISIG, w skład której wchodzą europejskie przedsiębiorstwa sygnalizujące, aby sfinalizować specyfikacje. Klasa P SRS została dostarczona 23 kwietnia 1999 roku. Z ostatecznym podpisem na specyfikacji ERTMS, Klasa 1, w dniu 25 kwietnia 2000 r., ERTMS wreszcie przybył zapewniając znacznie wyższe poziomy wydajności dla kolei. Specyfikacje zostały następnie poddane przeglądowi w celu uwzględnienia dodatkowych funkcji i lepszego zaspokojenia potrzeb przedsiębiorstw kolejowych i zarządców infrastruktury. Obecnie obowiązujące specyfikacje zawarte są w SRS, który został przyjęty przez Komisję Europejską w kwietniu 2008 r. Aby zapewnić stałe dostosowanie ERTMS do potrzeb kolei, specyfikacje techniczne są utrzymywane pod przewodnictwem Agencji Kolejowej Unii Europejskiej we współpracy z sektorem sygnalizacyjnym i podmiotami kolejowymi. Równolegle do tych prac nad specyfikacją wdrożono wspólne wysiłki Unii Europejskiej i państw członkowskich na rzecz finansowania ERTMS/ETCS. W 2005 r., 2008, 2012 i 2016 r. Komisja Europejska i zainteresowane strony kolejowe podpisały cztery kolejne protokoły ustaleń w celu dalszego rozmieszczenia ERTMS w europejskiej sieci kolejowej. W celu rozwoju ERTMS zidentyfikowano sześć „priorytetowych” korytarzy, podczas gdy specjalnie opracowane zachęty finansowe miały na celu wsparcie zarówno infrastruktury, jak i instalacji pokładowej. W 2005 r. Karel Vinck został mianowany koordynatorem europejskim do współpracy z sektorem kolejowym nad dalszym wdrażaniem ERTMS wzdłuż sieci kolejowej UE. W 2014 r. koordynator wymyślił program przełomowy mający na celu przyspieszenie procesu wdrażania. W 2017 r. wydanie zestawu specyfikacji ERTMS BASELINE 3 stanowiło ważny krok naprzód dla europejskiego planu wdrażania ERTMS (EDP), ponieważ wydanie to stanowi dojrzałą i stabilną wersję systemu, zdolną rozwiązać wszelkie problemy z interoperacyjnością. W lutym 2017 r. prezesi, jako członkowie UNISIG, odnowili swoje zaangażowanie na rzecz rozwoju ERTMS, podpisując indywidualne listy intencyjne w obecności dyrektora generalnego, koordynatora ERTMS i dyrektora wykonawczego Agencji Kolejowej UE. Zobowiązanie to ma na celu zapewnienie długoterminowej stabilności specyfikacji ERTMS. Z ich strony poproszono również państwa członkowskie o sporządzenie krajowych planów wdrażania i przedstawienie ich Komisji Europejskiej przed dniem 5 lipca 2017 r. Niniejsze krajowe plany wdrażania są aktualizowane co najmniej raz na 5 lat.

## Korzyści wdrożenia Europejskiego Systemu Zarządzania Ruchem Kolejowym
System ERTMS zapewnia:
- większe zautomatyzowanie prowadzenia pociągów. Następstwem tego jest możliwość zwiększenia prędkości poruszania się maszyn (nawet do 500 km/h), jednocześnie zmniejszając ryzyko wypadków poprzez usunięcie ograniczeń związanych z czynnikiem ludzkich błędów,
- niższe koszty produkcji i utrzymania. Ze względu na tylko jeden stosowany system w całej Unii Europejskiej dużo taniej produkować te same komponenty i masowo je instalować, co poprawia konkurencyjność kolei,
- z racji tego, że w całej Unii stosowany jest ten sam system, wspólne dążenie do naprawy błędów, znacznie przyspiesza rozwój, co zapewnia niezawodność przewozów, prędkość i punktualność[3].

## Poziomy ERTMS

### Poziom 1

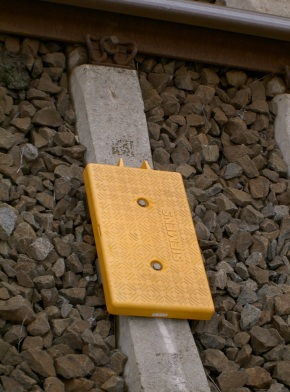
Balisa torowa – antena przekazująca sygnał do pojazdu

Poziom 1 – zabezpieczenie pociągu jest ograniczone do kontroli prędkości. Lokomotywa wyposażona w urządzenia pierwszego poziomu ETCS posiada: bezpieczny komputer EVC (European Vital Computer), komputer sterujący (Maintenance Computer), komputer do komunikacji z maszynistą MMI (Man Machine Interface), którego wyświetlacz został zestandaryzowany przez międzynarodowe zrzeszenie kolei UIC, rejestrator („czarną skrzynkę”), drogomierz do pomiaru odległości oraz anteny do odbioru informacji z transponderów (balis) ułożonych w torze. Wszystkie te elementy sprzętowe są połączone do magistrali ETCS-bus, do której można w miarę potrzeby dołączać także inne urządzenia. Przewiduje się stosowanie ETCS 1 na liniach drugorzędnych i słabo obciążonych, gdzie nie są prowadzone pociągi międzynarodowe, gdyż w ETCS 1 maszynista musi obserwować sygnały ustawione przy torach.

### Poziom 2

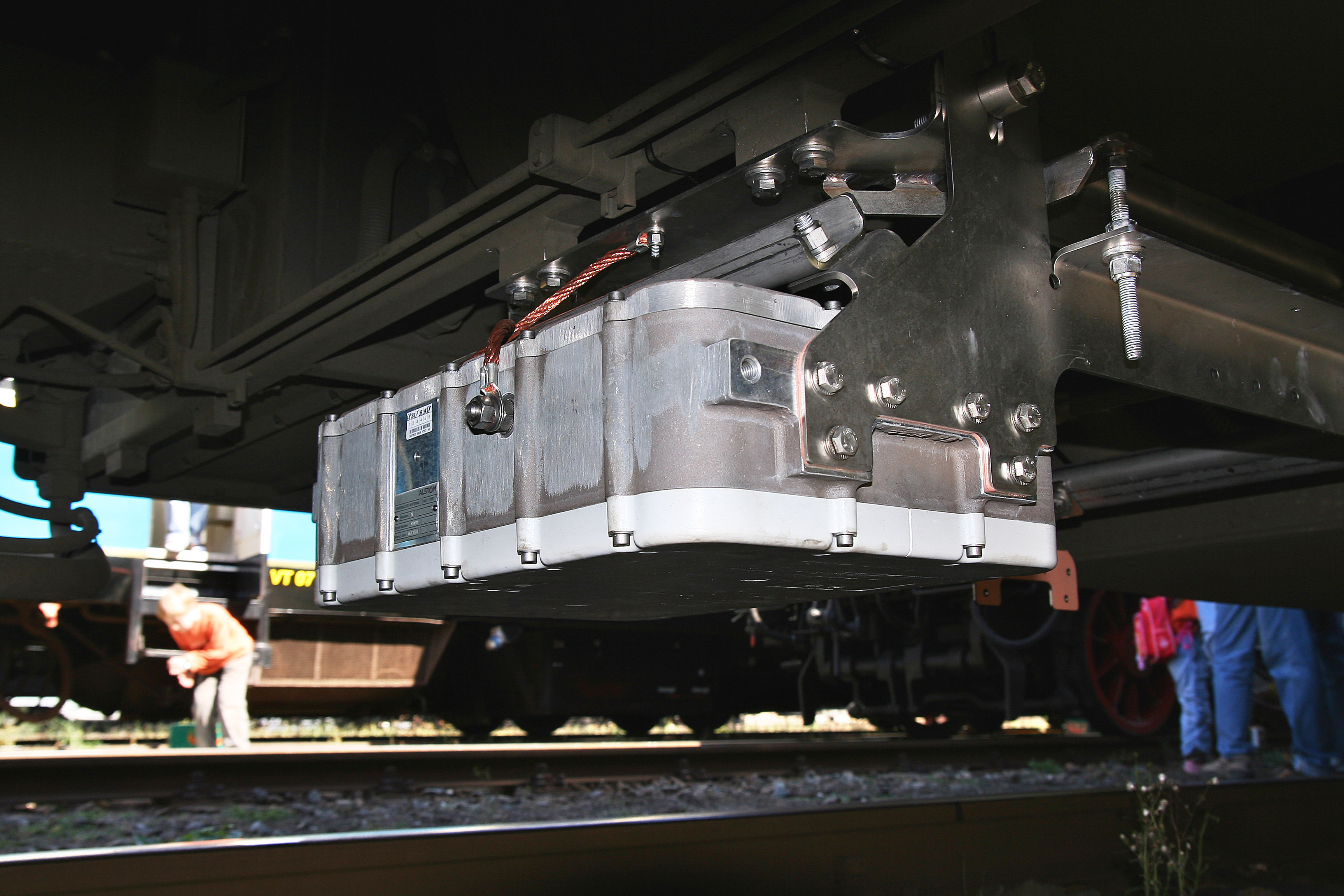
Umieszczona pod lokomotywą antena odbierająca sygnał od balis torowych

Poziom 2 – obwody torowe przekazują do lokomotywy sygnał o zajętości torów i dopuszczalnej maksymalnej prędkości, zaś same semafory mogą być nieinstalowane, jeśli tylko wszystkie pociągi jeżdżące po danej linii będą wyposażone w ETCS. Działające systemy ETCS poziomu 2 to m.in. TVM we Francji na liniach obsługiwanych przez TGV, system zbudowany na użytek Pendolino we Włoszech czy LZB w Niemczech na liniach obsługiwanych przez pociągi ICE. Z technicznego punktu widzenia ETCS 2 poziomu to sterowanie ruchem w oparciu o ciągłą dwukierunkową transmisję danych. Jednostka trakcyjna (poza oprzyrządowaniem lokomotywy poziomu pierwszego) musi być dodatkowo wyposażona w urządzenia do obsługi cyfrowego kanału radiowego (EURORADIO). Balisy umieszczone w torach w dalszym ciągu są podstawą lokalizacji pojazdów, zaś tor jest dodatkowo wyposażany w radiowe centra sterowania RBC (Radio Block Centre), komunikujące się z lokomotywą. Poziom 2 nie wymaga od maszynisty znajomości sygnalizacji obowiązującej na danej kolei. Przewiduje się stosowanie go przede wszystkim na liniach międzynarodowych i liniach dużych prędkości.

### Poziom 3
Poziom 3 – zadanie kontroli zajętości torów zostaje przeniesione z urządzeń przytorowych do urządzeń pojazdowych. Pozwala to na uniezależnienie się od odcinków blokowych i umożliwia rezygnację z obwodów torowych i liczników osi. Lokomotywa poziomu trzeciego (poza oprzyrządowaniem lokomotywy poziomu drugiego) musi być dodatkowo wyposażona w system kontroli całości składu (Train Integrity Unit) i zapewne będzie on głównie stosowany w zwartych zespołach trakcyjnych. Poziom 3 znacząco zwiększa przepustowość linii kolejowej, na której zostanie zainstalowany. Możliwe jest przejście z poziomu 1 do 2 oraz z 2 do 3. Poziom 2 i 3 ETCS bywa też nazywany ATC (Automatic Train Control).